# غرب (فیلم)
غرب (رومانیایی: Occident) فیلمی رومانیایی به کارگردانی کریستیان مونجیو است که در سال ۲۰۰۲ منتشر شد.

## بازیگران
- الکساندرو پاپودوپل
- تانیا پوپا
- کوکا بلوس
- یوان گیوری پاسکو
- دورل ویشان
- گابریل اسپاهیو
- تورا واسیلسکو